# 1863 у залізничному транспорті
1863 у залізничному транспорті
Шаблон:Роки на залізниці
Шаблон:Навігація по року

## Події
- У Новій Зеландії побудована перша залізнична лінія Крайстчерч—Фермид довжиною чотири кілометри[1].
- У Російській імперії на Московсько-Нижегородської залізниці були вперше застосовані дерев'яні щити для захисту від заметів снігом, запропоновані інженером Тітовим В. А.[1].
- На Московсько-Нижегородській залізниці прийнята на роботу перша жінка-залізничник Росії — Ольга Степанівна Кнушевицька[ru].
- В Російській імперії засновано Коломенський завод («Завод інженерів братів Струве») — виробник дизель-агрегатів і локомотивів.
- У Великій Британії заснований паровозобудівний завод Dübs and Company[en].
- 10 січня — відкрита перша в світі підземка — Лондонський метрополітен.

## Персони

### Народилися
- Марк Тимофійович Єлізаров[ru] — російський революціонер, радянський державний діяч.